# Puig de Palau
El Puig de Palau és una muntanya de 381 metres que es troba al municipi de Sant Llorenç de la Muga, a la comarca catalana de l'Alt Empordà.